# Geoffroy II de Penthièvre
Geoffroy II de Penthièvre (mort en 1148), fils aîné du comte Étienne Ier de Penthièvre, fut comte de Penthièvre de 1120/1137 à 1148.

## Biographie
Dès 1118, il entre en rébellion contre son père et réclame à l'avance sa part d'héritage. Le comte Étienne doit se résoudre à partager son patrimoine entre ses fils. Alain le Noir lui succède dans ses domaines en Angleterre et Geoffroy II obtient alors le Penthièvre avec les cités de Lamballe et Moncontour dont il fait ses résidences dès 1123 lorsqu'il prend le titre comtal. Quant à Henri de Trégor-Avaugour il n'assume pas de responsabilité avant son mariage en 1151.
Il est le constructeur du château de Moncontour et le fondateur le 3 février 1137 de l'abbaye cistercienne de Saint-Aubin des Bois, fille de l'abbaye de Bégard.
Le 18 mai 1144 le Pape Lucius II adresse une bulle au «  comte de Bretagne Geoffroi à son frère Henri et aux barons des diocèses de Dol, Saint-Brieuc et Tréguier » afin de ramener dans l'obédience de la Métropole de Tours les principaux seigneurs des anciens diocèses suffragants de Dol.

### Union et descendance
Geoffroy II épouse H.[avoise] fille Jean Ier de Dol et de Godehildes de Fougères :
- Étienne II de Penthièvre ;
- Rivallon de Penthièvre.